# دوکان
دوکان یک منطقهٔ مسکونی در الجزایر است که در ناحیه ثنیه واقع شده‌است. دوکان ۳٫۵ کیلومتر مربع مساحت دارد ۵۶۰ متر بالاتر از سطح دریا واقع شده‌است.